# Агеев, Евгений Иванович
Евгений Иванович Аге́ев (1906—1976) — советский актёр. Народный артист РСФСР (1969). Лауреат Сталинской премии третьей степени (1952).

## Биография
Е. И. Агеев родился 12 [25] февраля 1906 года в городе Кузнецке (ныне Пензенской области).
Окончил Саратовский театральный техникум. Играл в театрах Харькова, Астрахани, Архангельска, Днепропетровска, Орехово-Зуево, в Московском реалистическом театре и Одесском русском драматический театр имени А. Иванова. Во время Великой Отечественной Одесский театр был эвакуирован в Саратов. В Саратове поступил в местную концертную бригаду, которая выступала на Карельском фронте.
В 1943 году попал в Челябинский театр драмы, где стал одним из ведущих актёров. Одна из первых ролей была в спектакле «Русские люди» по Симонову, где Евгений Иванович сыграл Васина. Челябинскому театру драмы Евгений Агеев отдал 27 лет своей трудовой жизни с 1943 по 1976. Только 1957 по 1963 он играл в Омском драматическом театре.
В театре он переиграл множество ролей. Это король Лир в пьесе Шекспира, Городничий в «Ревизоре» Н. В. Гоголя, Скалозуб в «Горе от ума» А. С. Грибоедова, Лопахин в «Вишнёвом саде» и Вершинин в «Трёх сестрах» А. П. Чехов. Но особенно ему была дорога роль Шванди в спектакле «Любовь Яровая» К. А. Тренёва в постановке Н. В. Медведева.
В конце жизни он играет в спектаклях Наума Орлова. Это Франц Иосиф в спектакле «Иосиф Швейк против Франца Иосифа» где проявляется комический дар Евгения Агеева и роль Патриарха в «Алене Арзамасской» К. Скворцова, где Евгений Агеев выступает как трагический актёр.
Снимался в кино. Жена — заслуженная артистка РСФСР И. Г. Баратова.
Ушел из жизни в 1976 году, похоронен на Успенском кладбище Челябинска. Имя Евгения Агеева и его роли навсегда вписаны в историю Челябинского театрального искусства. Имя актёра занесено в городскую Книгу Почета.

## Фильмография
1. 1926 — Тревога — Рабочий паренек
2. 1936 — Кондуит
3. 1937 — Дочь моряка
4. 1937 — Петр Первый
5. 1938 — Борьба продолжается — Командир интернациональной бригады
6. 1939 — Истребители — Майор Тучков
7. 1941 — Морской ястреб

## Признание и награды
- Сталинская премия третьей степени (1952) — за исполнение роли Шванди в спектакле «Любовь Яровая» К. А. Тренёва
- народный артист РСФСР (1969)